# Бейтс, Тони
Тони Бейтс (англ. Anthony J. "Tony" Bates; род. 29 апреля 1967; Ханслоу, Большой Лондон, Великобритания) — британский предприниматель; президент и член совета директоров компании GoPro Inc.

## Биография
В 1996—2010 годах, в начале своей карьеры, Бейтс работал на разных должностях в корпорации Cisco Systems, в том числе на позиции старшего вице-президента.
Затем в 2010 году Бейтс стал гендиректором компании интернет-телефонии Skype Limited, которая при его успешном содействии в 2011 году была приобретена корпорацией Microsoft за 8,5 млрд долларов.
В результате чего Microsoft сформировала новое подразделение Skype Division, главой которого и стал Тони Бейтс.
С июля 2013 года до марта 2014 года он занимал должность исполнительного вице-президента Microsoft по развитию бизнеса. Когда же должность CEO корпорации Microsoft занял Сатья Наделла, то Бейтс с рядом других топ-менеджеров Microsoft ушли из компании.
В июне 2014 года производитель экшн-камер GoPro сделал официальное заявление о том, что Тони Бейтс нанят в качестве нового президента и войдёт в совет директоров компании.
6 мая 2019 года Genesys объявила о назначении Тони Бейтса генеральным директором. Он присоединился к корпорации с капиталом 1,5 млрд долларов. Он отвечает за корпоративное управление, стратегию, все операционные функции.

## Семья
Женат, имеет четверых детей.